# ヴィッラ・ポーマ
ヴィッラ・ポーマ（伊: Villa Poma）は、イタリア共和国ロンバルディア州マントヴァ県ボルゴ・マントヴァーノにある分離集落（フラツィオーネ）。
かつては独立した自治体（コムーネ）であったが、2018年1月1日、ピエーヴェ・ディ・コリアーノ、レーヴェレと合併し、新自治体の一部となった。

## 地理

### 位置・広がり

#### 隣接コムーネ
コムーネとしてのレーヴェレは、以下のコムーネと隣接していた。
- マニャカヴァッロ
- ピエーヴェ・ディ・コリアーノ
- ポッジョ・ルスコ
- レーヴェレ
- サン・ジョヴァンニ・デル・ドッソ
- スキヴェノーリア